# Чакијево семе
Дечије игре 5: Чакијево семе (енгл. Seed of Chucky) амерички је комични хорор филм из 2004. године режисера и сценаристе Дона Мансинија, са Бредом Дурифом, Џенифер Тили и Билијем Бојдом у главним улогама. Радња је смештена шест година након догађаја из филмова Дечије игре 3 и Дечије игре 4: Чакијева невеста. Централни лик филма је Глен, Чакијев и Тифанин син, који оживљава своје родитеље, што проузрокује хаос.
Филм је изазвео веома негативне критике и упркос солидној заради постао је један од најомраженијих наставака у серијалу. Сниман је у Румунији и наставља мешање мета-комедије и хорора из Чакијеве невесте.
Године 2013. снимљен је нови наставак, под називом Дечије игре 6: Чакијево проклетство.

## Радња
Након што Чакијев и Тифанин син, лутак Глен, оживи своје родитеље, помоћу вуду амајлије „Срце Дамбале” они започињу нову потрагу за начином да се врате у свој људски облик. Тифани жели за запоседне тело глумице Џенифер Тили (која иначе и тумачи њен лик у филмовима), па се нова серија убистава дешава у њеној кући.
Чаки и Тифани имају различите погледе на то како треба васпитавати Глена и наставити живот после повратка у људско тело. Тифани жели да престану са убиствима и наставе да живе као нормални људи, док Чаки жели да и Глен постане серијски убица као њих двоје и истовремено се преиспитује да ли би му било боље да заувек остане у телу лутке.

## Улоге
| Глумац              | Улога                        |
| ------------------- | ---------------------------- |
| Бред Дуриф          | Чарлс Ли Реј „Чаки”          |
| Џенифер Тили        | Тифани Валентајн / саму себе |
| Били Бојд           | Глен / Гленда                |
| Редман              | самог себе                   |
| Хана Спирит         | Џоун                         |
| Стив Лотон          | Стен                         |
| Џон Вотерс          | Пит Питерс                   |
| Џејсон Флеминг      | самог себе / Деда Мраз       |
| Тони Гарднер        | самог себе                   |
| Кит-Ли Касл         | Бил Сајкс                    |
| Ребека Сантос       | Фулвија                      |
| Бети Сајмонс-Денвил | Клаудија                     |
| Сајмон Џејмс Морган | Клаудијин отац               |
| Стефани Чејмберс    | Клаудијина мајка             |
| Нађа Дајна Арикат   | Бритни Спирс                 |